# Evendale (Ohio)
Evendale es una villa ubicada en el condado de Hamilton en el estado estadounidense de Ohio. En el Censo de 2010 tenía una población de 2767 habitantes y una densidad poblacional de 225,29 personas por km².

## Geografía
Evendale se encuentra ubicada en las coordenadas 39°15′3″N 84°25′35″O / 39.25083, -84.42639. Según la Oficina del Censo de los Estados Unidos, Evendale tiene una superficie total de 12.28 km², de la cual 12.28 km² corresponden a tierra firme y (0%) 0 km² es agua.

## Demografía
Según el censo de 2010, había 2767 personas residiendo en Evendale. La densidad de población era de 225,29 hab./km². De los 2767 habitantes, Evendale estaba compuesto por el 88.04% blancos, el 6.47% eran afroamericanos, el 0.29% eran amerindios, el 4.34% eran asiáticos, el 0% eran isleños del Pacífico, el 0.29% eran de otras razas y el 0.58% pertenecían a dos o más razas. Del total de la población el 0.43% eran hispanos o latinos de cualquier raza.